# Estados chefiados por Isabel II do Reino Unido
Isabel II do Reino Unido, ao longo de seu extenso reinado, governou sobre um total de 32 nações independentes desde sua ascensão ao trono em 1952. Na condição de Rainha do Reino Unido (incluindo os Territórios Ultramarinos Britânicos), Isabel II é também monarca de três Dependências da Coroa - Ilha de Man, Guernsey e Jersey - e, em sua capacidade de Rainha da Nova Zelândia, é monarca de dois Estados associados - Ilhas Cook e Niue - desde que ambos adquiriram este status em 1965 e 1974, respectivamente. 
Duas situações em dois destes países divergem dos demais. O governo do Estado não-reconhecido da Rodésia proclamou sua aliança à Isabel II como Rainha da Rodésia entre 1965 e 1970. No entanto, a monarca não aceitou o cargo e o título não foi reconhecido por nenhum outro país. Fiji adotou o sistema republicano após um golpe de Estado em 1987, mantendo Isabel II como uma monarca cerimonial até a destituição do conselho de governo em 2012.
Este artigo lista também os países que em algum período foram chefiados pela monarca, mas atualmente não mantêm quaisquer relações com a Coroa.

## Lista atual
| País | Capital | Religião oficial | Líder religioso | Nota(s) |
| ---- | ------- | ---------------- | --------------- | ------- |

| - África do Sul - Antígua e Barbuda - Austrália - Bahamas - Barbados - Belize - Canadá - Fiji (1970-1985; 1985-presente) - Gâmbia (1965-1970) - Gana (1956-1960) - Granada - Guiana(1966-1970) - Ilhas Salomão - Jamaica - Malawi - Malta | - Ilhas Maurícias - Nigéria - Nova Zelândia - Paquistão - Papua-Nova Guiné - Quênia - Reino Unido - Santa Lúcia - São Cristóvão e Neves - São Vicente e Granadinas - Serra Leoa - Sri Lanka - Tanganica - Trinidad e Tobago - Tuvalu - Uganda |  |